# ゲンナディ・ラリエフ
ゲンナディ・ラリエフ ('Gennadiy Laliyev、1979年3月30日-)は、カザフスタンのレスリング選手。2004年アテネオリンピックレスリングフリースタイル74kg級の銀メダリストである。

## 実績
- オリンピック
  - 2004年アテネオリンピック　銀メダル
- 世界選手権
  - 3位　2003年
- アジア選手権
  - 3位　1999、2006年